# Udruga MoSt
Udruga MoSt je nevladina udruga sa sjedištem u Splitu, s lokalnim, regionalnim i nacionalnim djelovanjem koja na vrijednostima volonterskog rada, humanosti, solidarnosti, poštovanju različitosti i ljudskih prava pruža konkretnu pomoć potrebitima i podiže kvalitetu života djece, mladih i građana drugih dobnih kategorija.

## Program udruge
- Program za mlade u riziku
- Volonterski rad i aktivizam mladih
- Program skrbi i brige za beskućnice/ke

### Program za mlade u riziku
Posebni odgojni postupak ili POP-program afirmira vršnjačku pomoć u radu s mladima s poremećajem u ponašanju. 
Stručnjaci iz područja humanističkih znanosti i mladi pomagači - volonteri organiziraju psihosocijalnu potporu mladima iz rizičnih grupa koji su u dobi od 13 do 18 godina. 
Educirani pomagači u dobi od 17 do 29 godina organiziraju pomoć u savladavanju školskog gradiva i različite aktivnosti slobodnog vremena, a stručnjaci provode savjetodavni rad s mladima i njihovim roditeljima.

### Volonterski rad i aktivizam mladih
U okviru ovog programa Most sustavno potiče mlade na volonterski rad prezentacijom programskih aktivnosti u splitskim srednjim školama, organizacijom edukacija u okviru radionica, širenjem priče o dobrovoljnom radu mladih usmenim putem, na tribinama, putem medija i organizacijom velikih humanitarnih akcija za dobrobit građana i grada Splita.
Udruga ima preko 100 aktivnih volontera od čega je dio njih od samog početka rada Udruge, a godišnje se toj brojci pridruži najmanje 20 novih mladih ljudi.

### Program skrbi i brige za beskućnike
Uz pomoć Grada Splita i Upravnog odjela za socijalnu skrb i zdravstvenu zaštitu, djelatnici i volonteri udruge Most osmislili su program skrbi i brige o beskućnicima te u potpunosti preuredili i organizirali dva gradska prostora za boravak socijalno ugroženih sugrađana, beskućnika i skitnica.
Prihvatilište za beskućnike započelo je s radom 1. listopada 2000. godine.
U studenom 2003. godine otvorena je i stambena zajednica za žene beskućnice što je bio jedinstven oblik rada s beskućnicama u Republici Hrvatskoj. Od 1. travnja 2011. u stambenoj zajednici je smješten dio beskućnika, a dvadesetak beskućnica i beskućnika smješteno je u Prihvatilištu su beskućnice/ke.

## Nagrade i priznanja
Udruga Most je dobitnica sljedećih nagrada i priznanja:
- 2001. Udruga godine na 4. Danima volonterskog rada
- 2001. Priznanje Vlade RH za poticanje i razvoj volonterstva u RH
- 2003. Povjerenstvo Vlade RH za prevenciju poremećaja u ponašanju izabralo je POP program kao potencijalni model program
- 2006. Udruga godine na 9. Danima volonterskog rada
- 2006. Nagrada Splitsko-dalmatinske županije za značajan doprinos u resocijalizaciji društveno ugroženih skupina
- 2009. Udruga godine na 12. danima Volonterskog rada
- 2010. Zaklada „Kap za slap“ dodijelila je udruzi Most Oskar humanosti za projekt „A DI SI TI?!“
- 2012. Nagrada „Vinka Luković“ za suradnju s inicijativom “O La La u akciji 366 večera”
- 2014. Povelja Republike Hrvatske
- 2016. Nagrada “Vinka Luković” za doprinos razvoju volonterstva
- 2017. Nagrada Grada Splita

## Vanjske poveznice
- službene stranice  Arhivirana inačica izvorne stranice od 5. lipnja 2012. (Wayback Machine)
- službene Facebook stranice